# Xã Convis, Michigan
Xã Convis (tiếng Anh: Convis Township) là một xã thuộc quận Calhoun, tiểu bang Michigan, Hoa Kỳ. Năm 2010, dân số của xã này là 1.636 người.